# Grande Prêmio da França de 2000
Resultados do Grande Prêmio da França de Fórmula 1 realizado em Magny-Cours em 2 de julho de 2000. Nona etapa do campeonato, foi vencido pelo britânico David Coulthard, que subiu ao pódio junto a Mika Häkkinen numa dobradinha da McLaren-Mercedes e com Rubens Barrichello em terceiro pela Ferrari.

## Classificação da prova

### Treino oficial
| 1                         | 3  | Michael Schumacher    | Ferrari            | 1:15.632 | —       |
| 2                         | 2  | David Coulthard       | McLaren-Mercedes   | 1:15.734 | + 0.102 |
| 3                         | 4  | Rubens Barrichello    | Ferrari            | 1:16.047 | + 0.415 |
| 4                         | 1  | Mika Häkkinen         | McLaren-Mercedes   | 1:16.050 | + 0.418 |
| 5                         | 9  | Ralf Schumacher       | Williams-BMW       | 1:16.291 | + 0.659 |
| 6                         | 7  | Eddie Irvine          | Jaguar-Cosworth    | 1:16.399 | + 0.767 |
| 7                         | 22 | Jacques Villeneuve    | BAR-Honda          | 1:16.653 | + 1.021 |
| 8                         | 5  | Heinz-Harald Frentzen | Jordan-Mugen/Honda | 1:16.658 | + 1.026 |
| 9                         | 6  | Jarno Trulli          | Jordan-Mugen/Honda | 1:16.669 | + 1.037 |
| 10                        | 10 | Jenson Button         | Williams-BMW       | 1:16.905 | + 1.273 |
| 11                        | 8  | Johnny Herbert        | Jaguar-Cosworth    | 1:17.176 | + 1.544 |
| 12                        | 17 | Mika Salo             | Sauber-Petronas    | 1:17.233 | + 1.591 |
| 13                        | 18 | Pedro de La Rosa      | Arrows-Supertec    | 1:17.279 | + 1.647 |
| 14                        | 11 | Giancarlo Fisichella  | Benetton-Playlife  | 1:17.317 | + 1.685 |
| 15                        | 16 | Pedro Paulo Diniz     | Sauber-Petronas    | 1:17.361 | + 1.729 |
| 16                        | 15 | Nick Heidfeld         | Prost-Peugeot      | 1:17.374 | + 1.742 |
| 17                        | 12 | Alexander Wurz        | Benetton-Playlife  | 1:17.408 | + 1.776 |
| 18                        | 14 | Jean Alesi            | Prost-Peugeot      | 1:17.569 | + 1.937 |
| 19                        | 23 | Ricardo Zonta         | BAR-Honda          | 1:17.668 | + 2.036 |
| 20                        | 19 | Jos Verstappen        | Arrows-Supertec    | 1:17.933 | + 2.301 |
| 21                        | 20 | Marc Gené             | Minardi-Fondmetal  | 1:18.130 | + 2.498 |
| 22                        | 21 | Gastón Mazzacane      | Minardi-Fondmetal  | 1:18.302 | + 2.670 |
| Limite dos 107%: 1:20.926 |    |                       |                    |          |         |
| Fontes:                   |    |                       |                    |          |         |

### Corrida
| Pos.    | Nº | Piloto                | Equipe             | Voltas | Tempo/Diferença | Grid | Pontos |
| ------- | -- | --------------------- | ------------------ | ------ | --------------- | ---- | ------ |
| 1       | 2  | David Coulthard       | McLaren-Mercedes   | 72     | 1:38:05.538     | 2    | 10     |
| 2       | 1  | Mika Häkkinen         | McLaren-Mercedes   | 72     | + 14.748        | 4    | 6      |
| 3       | 4  | Rubens Barrichello    | Ferrari            | 72     | + 32.409        | 3    | 4      |
| 4       | 22 | Jacques Villeneuve    | BAR-Honda          | 72     | + 1:01.322      | 7    | 3      |
| 5       | 9  | Ralf Schumacher       | Williams-BMW       | 72     | + 1:03.981      | 5    | 2      |
| 6       | 6  | Jarno Trulli          | Jordan-Mugen/Honda | 72     | + 1:15.605      | 9    | 1      |
| 7       | 5  | Heinz-Harald Frentzen | Jordan-Mugen/Honda | 71     | + 1 volta       | 8    |        |
| 8       | 10 | Jenson Button         | Williams-BMW       | 71     | + 1 volta       | 10   |        |
| 9       | 11 | Giancarlo Fisichella  | Benetton-Playlife  | 71     | + 1 volta       | 14   |        |
| 10      | 17 | Mika Salo             | Sauber-Petronas    | 71     | + 1 volta       | 12   |        |
| 11      | 16 | Pedro Paulo Diniz     | Sauber-Petronas    | 71     | + 1 volta       | 15   |        |
| 12      | 15 | Nick Heidfeld         | Prost-Peugeot      | 71     | + 1 volta       | 16   |        |
| 13      | 7  | Eddie Irvine          | Jaguar-Cosworth    | 70     | + 2 voltas      | 6    |        |
| 14      | 14 | Jean Alesi            | Prost-Peugeot      | 70     | + 2 voltas      | 18   |        |
| 15      | 20 | Marc Gené             | Minardi-Fondmetal  | 70     | + 2 voltas      | 21   |        |
| Ret     | 3  | Michael Schumacher    | Ferrari            | 58     | Motor           | 1    |        |
| Ret     | 18 | Pedro de La Rosa      | Arrows-Supertec    | 45     | Transmissão     | 13   |        |
| Ret     | 12 | Alexander Wurz        | Benetton-Playlife  | 34     | Spun off        | 17   |        |
| Ret     | 21 | Gastón Mazzacane      | Minardi-Fondmetal  | 31     | Spun off        | 22   |        |
| Ret     | 19 | Jos Verstappen        | Arrows-Supertec    | 25     | Transmissão     | 20   |        |
| Ret     | 8  | Johnny Herbert        | Jaguar-Cosworth    | 20     | Câmbio          | 11   |        |
| Ret     | 23 | Ricardo Zonta         | BAR-Honda          | 16     | Spun off        | 19   |        |
| Fontes: |    |                       |                    |        |                 |      |        |

## Tabela do campeonato após a corrida
|         | Pos. | Piloto               | Pontos |
| ------- | ---- | -------------------- | ------ |
|         | 1    | Michael Schumacher   | 56     |
|         | 2    | David Coulthard      | 44     |
|         | 3    | Mika Häkkinen        | 38     |
|         | 4    | Rubens Barrichello   | 32     |
|         | 5    | Giancarlo Fisichella | 18     |
| Fontes: |      |                      |        |

|         | Pos. | Construtor         | Pontos |
| ------- | ---- | ------------------ | ------ |
|         | 1    | Ferrari            | 88     |
|         | 2    | McLaren-Mercedes   | 82     |
|         | 3    | Benetton-Playlife  | 18     |
|         | 4    | Williams-BMW       | 17     |
|         | 5    | Jordan-Mugen/Honda | 11     |
| Fontes: |      |                    |        |

- Nota: Somente as primeiras cinco posições estão listadas.